# Trilogia del potere 1985-1988
Trilogia del potere è una raccolta non ufficiale (in quanto non autorizzata dalla band) dei Litfiba, pubblicata il 12 marzo 2013 dalla casa discografica Warner Music Italy. 
La compilation, pubblicata 15 giorni circa prima dell'uscita dell'album live ufficiale della band "Trilogia 1983-1989 live 2013", racchiude tutti i brani di: Desaparecido, 17 re e Litfiba 3. L'unica novità della raccolta è rappresentata dalla bonus track Versante est, qui proposta in una versione differente rispetto a quella presente nella compilation Catalogue Issue del 1984.

## Tracce

### CD 1
1. Eroi nel vento - 3:45 (Litfiba)
2. La preda - 2:50 (Litfiba)
3. Lulù e Marlène - 4:41 (Litfiba)
4. Istanbul - 5:42 (Litfiba)
5. Tziganata - 2:55 (Litfiba)
6. Pioggia di luce - 4:28 (Litfiba)
7. Desaparecido - 3:23 (Litfiba)
8. Guerra - 5:30 (Litfiba)
9. Resta - 2:55 (Litfiba)
10. Re del silenzio - 4:07 (Litfiba)
11. Cafè, Mexcal e Rosita - 3:14 (Litfiba)
12. Vendette - 5:33 (Litfiba)
13. Pierrot e la luna - 4:00 (Litfiba)
14. Tango - 4:36 (Litfiba)
15. Come un Dio - 5:15 (Litfiba)
16. Febbre - 3:49 (Litfiba)
17. Apapaia - 5:01 (Litfiba)
18. Univers - 5:19 (Litfiba)

### CD 2
1. Sulla terra - 4:19 (Litfiba)
2. Ballata - 3:53 (Litfiba)
3. Gira nel mio cerchio - 3:37 (Litfiba)
4. Cane - 2:50 (Litfiba)
5. Oro nero - 3:46 (Litfiba)
6. Ferito - 4:27 (Litfiba)
7. Santiago - 3:40 (Litfiba)
8. Amigo - 3:23 (Litfiba)
9. Louisiana - 5:36 (Litfiba)
10. Ci sei solo tu - 5:00 (Litfiba)
11. Paname - 4:58 (Litfiba)
12. Cuore di vetro - 4:57 (Litfiba)
13. Tex - 3:36 (Litfiba)
14. Peste - 5:32 (Litfiba)
15. Corri - 3:47 (Litfiba)
16. Bambino - 5:20 (Litfiba)
17. Versante est - 5:51 (Litfiba) (Bonus track)
18. Il vento (live) - 4:47 (Litfiba) (Bonus track)